# Mystery TV
Mystery TV ist ein kanadischer, englischsprachiger Fernsehsender, der vorwiegend Action und Mystery Filme und Serien ausstrahlt. Der Sender wird von Corus Entertainment und Groupe TVA betrieben.

## Geschichte
Mystery TV erhielt seine Sendegenehmigung unter dem Sendernamen 13th Street von der kanadischen Rundfunkaufsichtsbehörde, der Canadian Radio-Television and Telecommunications Commission (CRTC) am 24. November 2000. Der Sender befand sich anfangs in Besitz von Canwest zu (45,5 %), Groupe TVA (45,05 %) und Rogers Communications (9,9 %).
Durch die Übernahme der Anteile von Canwest an dem Sender, durch Shaw Media, erhielt Shaw Communications die 50 % Beteiligung am Sender am 27. Oktober 2010.

## Programm
Der Sender sendet oder sendete aktuelle Serien und Filme u. a.:
- Beast Legends
- Bones
- Cold Squad
- Crossing Jordan
- House
- NCIS
- Las Vegas
- Law & Order: Criminal Intent
- Law & Order: Special Victims Unit
- Rookie Blue
- To Serve and Protect

## Empfangbarkeit
Der Sender wird von allen größeren Kabelnetzbetreiber eingespeist. Daneben ist der Sender auch über Satellit durch Bell TV und Shaw Direct empfangbar. Daneben wird der Sender ins DSL Netz eingespeist und ist als IPTV bei Bell Alliant, Bell Fibe TV, MTS, SaskTel und Optik TV empfangbar.